# Tipnaree Weerawatnodom
Tipnaree Weerawatnodom (tiếng Thái: ทิพนารี วีรวัฒโนดม, phiên âm: Thi-pa-na-ri Vi-ra-va-tha-no-đom, sinh ngày 1 tháng 7 năm 1996) còn có nghệ danh là Namtan (น้ำตาล) là một nữ diễn viên và người dẫn chương trình người Thái Lan trực thuộc GMMTV .
Cô được biết đến qua vai chính Boom trong Friend Zone (2018) và Friend Zone 2: Dangerous Area (2020) và Meen/Mind trong Who Are You (2020).

## Tiểu sử và học vấn
Namtan sinh ngày 1 tháng 7 năm 1996 tại Phra Nakhon Si Ayutthaya, Thái Lan với tên khai sinh là Narumon Weerawatnodom (tiếng Thái: นฤมล วีรวัฒโนดม). Cô là con thứ hai trong gia đình có 2 anh em, anh trai cô là cầu thủ bóng đá chuyên nghiệp Narubadin Weerawatnodom (Ton).
Cô tốt nghiệp giáo dục phổ thông tại trường Chomsurang Upatham. Năm 2018, cô tốt nghiệp bằng Cử nhân chuyên ngành đạo diễn và diễn viên tại Khoa Mỹ thuật, Đại học Srinakharinwirot.

## Sự nghiệp
Namtan bước chân vào ngành giải trí năm 2013 với vai trò host của show Strawberry Krubcake cùng với đồng nghiệp hiện tại là Vachirawit Chiva-aree (Bright) và Pronpiphat Pattanasettanon (Plustor). Năm 2016, cô trở thành diễn viên trực thuộc công ty GMMTV.
Cô được biết đến qua những vai diễn chính trong các bộ phim như Friend Zone (2018-2020), Wake Up Ladies (2018-2020) và Love Beyond Frontier (2019). Ngoài ra cô còn có những vai phụ trong các bộ phim như U-Prince Series (2016–2017), Slam Dance (2017), My Dear Loser (2017),...
Cô được đề cử giải vai nữ chính xuất sắc cho vai 2 chị em sinh đôi Meen và Mind trong bộ phim Who Are You (2020).

## Diễn xuất

### Phim truyền hình
| Năm  | Tên phim                               | Tên nhân vật                 | Đài                | Vai trò                | Ref.          |
| ---- | -------------------------------------- | ---------------------------- | ------------------ | ---------------------- | ------------- |
| 2016 | U-Prince Series: Lovely Geologist      | Bell                         | GMM 25             | Nữ Phụ                 |               |
| 2016 | U-Prince Series: The Foxy Pilot        | Bell                         | GMM 25             | Khách mời              |               |
| 2017 | U-Prince Series: The Playful Comm-Arts | Bell                         | GMM 25             | Khách mời              |               |
| 2017 | U-Prince Series: Crazy Artist          | Bell                         | GMM 25             | Nữ Phụ                 |               |
| 2017 | U-Prince Series: Badly Politics        | Bell                         | GMM 25             | Nữ Phụ                 |               |
| 2017 | U-Prince Series: Ambitious Boss        | Bell                         | GMM 25             | Nữ Phụ                 |               |
| 2017 | Senior Secret Love: Puppy Honey 2      | Friend                       | GMMTV              | Nữ Phụ                 | [ 6 ]         |
| 2017 | Slam Dance                             | Woon                         | GMMTV              | Nữ Phụ                 | [ 7 ] [ 8 ]   |
| 2017 | Love Songs Love Series: Oh             | Fon                          | GMM 25             | Vai chính              | [ 9 ]         |
| 2017 | My Dear Loser: Edge of 17              | On                           | GMM 25             | Khách mời, Tập 5,6     |               |
| 2017 | My Dear Loser: Monster Romance         | On                           | GMM 25             | Nữ Phụ                 | [ 10 ] [ 11 ] |
| 2017 | My Dear Loser: Happy Ever After        | On                           | GMMTV              | Khách mời, Tập 12      |               |
| 2018 | Wake Up Ladies                         | Tata                         | GMMTV              | Vai chính              | [ 12 ] [ 13 ] |
| 2018 | Friend Zone                            | Boom                         | GMMTV LINE TV      | Vai chính              | [ 14 ] [ 15 ] |
| 2019 | Wolf                                   | Pin                          | GMMTV LINE TV      | Khách mời, Tập 8-9     | [ 16 ]        |
| 2019 | Love Beyond Frontier                   | Pat                          | GMM 25             | Vai chính              | [ 17 ] [ 18 ] |
| 2019 | A Gift For Whom You Hate               | Bell / Punnapa Siripattana   | GMMTV              | Vai chính              | [ 19 ] [ 20 ] |
| 2020 | Who Are You                            | Meen/Mind                    | GMM25 GMMTV        | Vai chính              | [ 21 ] [ 22 ] |
| 2020 | The Gifted: Graduation                 | Nate / Nayanate Jiraarpa     | GMM25 GMMTV        | Khách mời, Tập 1, 8,11 |               |
| 2020 | Friend Zone 2: Dangerous Area          | Boom                         | GMM25 GMMTV        | Vai chính              | [ 23 ] [ 24 ] |
| 2020 | Wake Up Ladies: Very Complicated       | Tata                         | GMM25 GMMTV        | Vai chính              | [ 25 ]        |
| 2020 | Romantic Blue: The Series              | Pond                         | GMM25 GMMTV        | Vai chính              |               |
| 2021 | The Player                             | Giwi / Gewalin               | GMM25 GMMTV        | Vai chính              | [ 26 ] [ 27 ] |
| 2022 | Drag, I Love You                       | Parn / Paranee               | GMM25 GMMTV        | Nữ Phụ                 | [ 28 ]        |
| 2022 | Mongkut Karma                          | Ning                         | Channel 8          | Nữ Phụ                 |               |
| 2022 | Mama Gogo                              | Kiwi                         | GMM25 GMMTV        | Khách mời, Tập 12      |               |
| 2022 | Vice Versa                             | Paeng Piyada                 | GMM25 GMMTV        | Nữ Phụ                 |               |
| 2022 | My Dear Donovan                        | Pemanee / Pam                | GMM25 GMMTV        | Vai chính              | [ 29 ]        |
| 2022 | Good Old Days                          | Kai                          | GMM25 GMMTV        | Vai chính              | [ 30 ]        |
| 2023 | Midnight Museum                        | June                         | GMM25 GMMTV        | Nữ Phụ                 |               |
| 2023 | Last Twilight                          | Phojai                       | GMM25 GMMTV        | Nữ Phụ                 |               |
| 2023 | UMG                                    | Fahsai                       | GMM25 GMMTV        | Vai chính              |               |
| 2023 | Enigma                                 | Anya                         | GMM25 Amazon Prime | Khách mời, Tập 4       |               |
| 2024 | Ploy's Yearbook                        | Ploy                         | GMM25              | Vai chính              |               |
| 2024 | Lawless Lawyer                         | Phrao / Phraochanok Chayanit |                    | Vai chính              |               |
| 2024 | Pluto                                  | Ob-oom \| Ai-oon             | GMM25              | Vai chính              |               |

### Phim điện ảnh
| Năm  | Tên phim                                     | Tên nhân vật   | Vai       | Ghi chú |
| ---- | -------------------------------------------- | -------------- | --------- | ------- |
| 2016 | Little Big Dream                             | Mo             | Nữ Phụ    |         |
| 2020 | Who Are You: KAZZ Shooting Behind the Scenes | Chính bản thân | Nữ Phụ    |         |
| 2021 | Caring Is Contagious                         | Tata           | Vai chính |         |
| 2022 | Drag, I Love You: Behind the Scenes          | Chính bản thân | Nữ Phụ    |         |
| 2022 | Good Old Days Soft Opening                   | Chính bản thân | Vai chính |         |
| 2022 | My Dear Donovan: Vlog                        | Chính bản thân | Vai chính |         |

### Phim ngắn
| Năm  | Tên phim         | Vai | Ghi chú | Ref.   |
| ---- | ---------------- | --- | ------- | ------ |
| 2016 | Little Big Dream | Mo  | Vai phụ | [ 31 ] |

## TV Show
| Năm  | Tên chương trình                            | Vai trò                 | Đài               | Ghi chú                                                                                 | Nguồn |
| ---- | ------------------------------------------- | ----------------------- | ----------------- | --------------------------------------------------------------------------------------- | ----- |
| 2006 | Strawberry Krubcake                         | Thành viên thường xuyên | Channel 3         |                                                                                         |       |
| 2016 | Let's Play Challenge                        | Khách mời               | GMMTV             | Tập 47                                                                                  |       |
| 2017 | #TEAMGIR                                    | Thành viên thường xuyên | GMM25GMMTV        |                                                                                         |       |
| 2017 | Q&A with Admin                              | Khách mời               |                   | Tập 2                                                                                   |       |
| 2018 | School Rangers                              | Khách mời               | GMM25GMMTVLINE TV | Tập 63-64, 97-98, 99-101, 118-119, 131-132, 141-142, 149-150, 155-156, 216-217, 231-232 |       |
| 2018 | Kor Koo Tam Mai Pen                         | Khách mời               | GMM25             | Tập 7                                                                                   |       |
| 2018 | Tred Tray Fest with Tay Tawan               | Khách mời               | GMM25GMMTVLINE TV | Tập 11                                                                                  |       |
| 2019 | Arm Share                                   | Khách mời               | GMMTVLINE TV      | Tập 50, 52, 65, 67, 99-100, 111-112, 114                                                |       |
| 2020 | Talk with Toey                              | Khách mời               | GMM25GMMTV        | Tập 19, 47                                                                              |       |
| 2020 | Share Loma                                  | Khách mời               | Youtube           | Tập 11                                                                                  |       |
| 2020 | Friend Drive                                | Khách mời               | GMM25GMMTVLINE TV | Tập 6-7                                                                                 |       |
| 2020 | Bright - Win Inbox                          | Khách mời               | GMM25GMMTV        | Tập 5                                                                                   |       |
| 2020 | LogLog                                      | Khách mời               |                   | Tập 28                                                                                  |       |
| 2020 | OffGun Mommy Taste                          | Khách mời               | GMM25GMMTV        | Tập 11                                                                                  |       |
| 2020 | Swap, Swop, Swap!!!                         | Khách mời               |                   | Tập 6                                                                                   |       |
| 2020 | Two Tigers                                  | Khách mời               |                   | Tập 3                                                                                   |       |
| 2020 | Friend.Ship with Krist-Singto Special       | Khách mời               |                   | Tập 3                                                                                   |       |
| 2020 | Game Nong Gong Phi                          | Khách mời               | GMMTV             | Tập 4                                                                                   |       |
| 2020 | BRAND'S Summer Camp                         | Thành viên thường xuyên | GMMTV             |                                                                                         |       |
| 2021 | Come & Join Gun Special                     | Khách mời               | GMMTV             | Tập 4                                                                                   |       |
| 2021 | Talk with ToeyS                             | Khách mời               | GMM25GMMTV        | Tập 70                                                                                  |       |
| 2021 | Krahai Lao                                  | Khách mời               | GMMTV             | Tập 2, 17                                                                               |       |
| 2021 | Isuzu Max Challenge                         | Thành viên thường xuyên | GMM25GMMTV        | Tập 3-4                                                                                 |       |
| 2022 | Baddy 3 Friends                             | Khách mời               | Youtube           | Tập 16                                                                                  |       |
| 2022 | Young Survivors                             | Khách mời               | GMMTV             | Tập 5                                                                                   |       |
| 2022 | PearPlus Nud Joy                            | Khách mời               | Youtube           | Tập 6                                                                                   |       |
| 2022 | Good Old Days: Special Interview            | Khách mời               | GMMTV             |                                                                                         |       |
| 2022 | 10 Fight 10 Season 3                        | Khách mời               | Workpoint TV      | Tập 3                                                                                   |       |
| 2022 | Project Alpha                               | Khách mời               | GMM25             | Tập 5                                                                                   |       |
| 2023 | Project Alpha Special                       | Khách mời               | GMM25             |                                                                                         |       |
| 2023 | A Free Meal Chance. May Pepsi Treat You?    | Khách mời               | GMM25             | Tập 4                                                                                   |       |
| 2023 | Save 100K                                   | Thành viên thường xuyên |                   |                                                                                         |       |
| 2024 | School Rangers                              | Khách mời               | GMM25             | Tập 7-8, 17                                                                             |       |
| 2024 | Pepsi Friend Feast Guide with Gemini-Fourth | Khách mời               |                   | Tập 2                                                                                   |       |
| 2024 | High Seaso                                  | Thành viên thường xuyên | GMMTV             | Tập 3-7                                                                                 |       |

## Âm nhạc

### Bài hát
| Năm  | Bài Hát                                           | Đài           | Ghi chú   |
| ---- | ------------------------------------------------- | ------------- | --------- |
| 2022 | ถ้าเราไม่รู้จักกัน (Pam Version) (OST. My Dear Donovan) | GMMTV RECORDS | Nhạc phim |
| 2024 | เรื่องเล่าของเจ้าหญิง (A Princess' Tale) (OST.Pluto)   | GMMTV RECORDS | Nhạc phim |
| 2024 | พลูโต (Pluto) (OST.Pluto)                          | GMMTV RECORDS | Nhạc phim |
| 2024 | Somewhere only we know (OST.Pluto)                | GMMTV RECORDS | Nhạc phim |

### Video âm nhạc
| Năm  | Bài Hát                                         | Ca sĩ                            | Vai trò   | Ghi chú   | Nguồn |
| ---- | ----------------------------------------------- | -------------------------------- | --------- | --------- | ----- |
| 2018 | บทเรียนของความเชื่อใจ (ost. Wake Up Chanee)        | Chalatit Tantiwut                | Diễn viên | Nhạc phim |       |
| 2020 | อยากถูกมองด้วยแววตาแบบนั้น (ost.Who Are You (2020)) | Sarunchana Apisamaimongkol       | Diễn viên | Nhạc phim |       |
| 2020 | คนเดิมที่ไม่เหมือนเดิม (ost.Who Are You (2020))       | Getsunova                        | Diễn viên | Nhạc phim |       |
| 2020 | เอาให้ชัด (ost. Friend Zone 2: Dangerous Area)    | Milli với Puimek Napasorn        | Diễn viên | Nhạc phim |       |
| 2021 | เขาดีอย่างนั้นแล้วเลิกกันทำไม                          | Lostboys                         | Khách mời | MV        |       |
| 2021 | เก็บความรู้สึกเก่ง (Invisible Tears)                 | Tawan Vihokratana                | Khách mời | MV        |       |
| 2022 | เธอคนนี้ใช่ไหม (Finally)                           | Bell Warisara với Bank Kridthpol | Khách mời | MV        |       |
| 2022 | ไม่ชัดเจน (Complicated) (Ost.Vice Versa)          | Thanathat Tanjararak             | Diễn viên | Nhạc phim |       |
| 2023 | เธอยังอยู่ในเพลงที่ฉันฟัง (You 're Still Here)         | Jespipat Tilapornputt            | Khách mời | MV        |       |

## Giải thưởng và đề cử
| Năm  | Giải thưởng                 | Hạng mục                       | Tác phẩm đề cử | Kết quả      | Ref.   |
| ---- | --------------------------- | ------------------------------ | -------------- | ------------ | ------ |
| 2019 | Council of Creative Artists | Outstanding Female Artist      | —              | Đoạt giải    | [ 32 ] |
| 2020 | Zoomdara Awards             | Rising Star Actress            | Who Are You    | Đoạt giải    | [ 33 ] |
| 2021 | Asian Television Awards     | Best Actress in a Leading Role | Who Are You    | Chưa công bố | [ 34 ] |